# Coccura transcaspica
Coccura transcaspica är en insektsart som beskrevs av Borchsenius 1949. Coccura transcaspica ingår i släktet Coccura och familjen ullsköldlöss.
Artens utbredningsområde är Turkmenistan. Inga underarter finns listade i Catalogue of Life.